# 埼玉県道39号川越坂戸毛呂山線

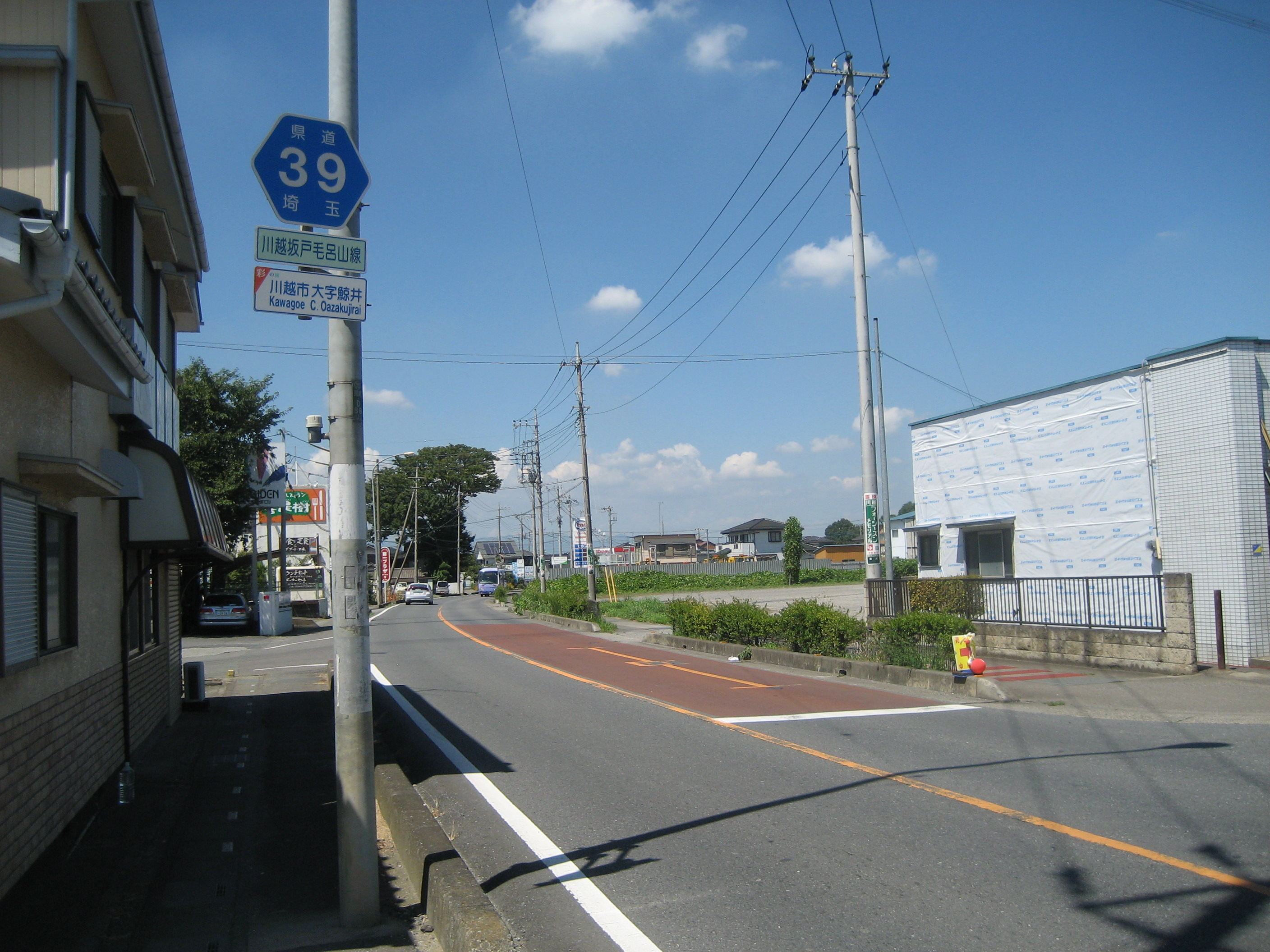
川越市大字鯨井付近

埼玉県道39号川越坂戸毛呂山線（さいたまけんどう39ごう かわごえさかどもろやません）は、埼玉県川越市から鶴ヶ島市・坂戸市を経由し入間郡毛呂山町までを結ぶ主要地方道。

## 起点・終点
- 起点：埼玉県川越市上寺山 埼玉県道160号川越北環状線交点（上寺山交差点）
- 終点：埼玉県入間郡毛呂山町毛呂本郷 埼玉県道30号飯能寄居線交点（毛呂本郷交差点）

## 概要
往復2車線。埼玉県道160号川越北環状線と交差する上寺山交差点を起点として、川越市街方面から鶴ヶ島市、坂戸市、国道407号を経由して毛呂山町までを結ぶ主要な道路である。沿線にはロードサイド型店舗が立ち並び、市街化されている。
鶴ヶ島市内・坂戸市内は近年開通したバイパス道路を経由しているため、自転車道が整備され、広い歩道が整備されるなど高規格となっている。一方、川越市内・毛呂山町内は歩道未整備の区間も多く、安全面で課題が残る。
東武東上本線の川越・坂戸間、および東武越生線と（若干距離は開くものの）並行する道路であり、特に若葉駅 - 坂戸駅間（特に当県道の旧道）では線路とほぼ併走する。
入間川、高麗川等にかかる橋の部分で（堤防を越えるため）急な坂道になっている部分はあるが、ほぼ全線を通して平坦である。
かつては蔵造りの街並みで有名な川越市連雀町交差点・札の辻交差点間の「川越一番街」が区間に指定されていた。当該区間は2023年4月4日付けで川越市道に移管されている。また、国道254号（川越街道）東京方面と接する市街区間の一部は埼玉県道51号川越上尾線に指定変更され、当県道短縮後も引き続き県道となっている。

## バイパス
東武東上線との平面交差や、坂戸駅付近の狭隘路を避ける形で、むさし緑園都市の富士見地区（鶴ヶ島市富士見）から坂戸入西地区を経由し坂戸市善能寺までを結ぶバイパス（片側1車線）が開通している。このバイパスは国道407号とは平面交差している。富士見から五味ヶ谷までの区間は、2011年6月1日に開通した。

## 地理

### 通過する自治体
- 埼玉県
  - 川越市
  - 鶴ヶ島市
  - 坂戸市
  - 入間郡
    - 毛呂山町

### 交差する道路
| 交差する道路                   | 交差する道路              | 交差点     | 所在地   |
| ------------------------------ | ------------------------- | ---------- | -------- |
| 埼玉県道160号川越北環状線      | 埼玉県道160号川越北環状線 | 上寺山     | 川越市   |
| 埼玉県道260号鯨井狭山線        |                           |            | 川越市   |
| 旧道                           |                           | 広田橋     | 鶴ヶ島市 |
| 国道407号（坂戸バイパス）      | 国道407号（坂戸バイパス） | 八幡       | 坂戸市   |
| 埼玉県道74号日高川島線         | 埼玉県道74号日高川島線    | 元町       | 坂戸市   |
| 埼玉県道171号ときがわ坂戸線    |                           |            | 坂戸市   |
| 埼玉県道114号川越越生線        | 埼玉県道114号川越越生線   | 川角農協前 | 毛呂山町 |
| 埼玉県道114号川越越生線        |                           |            | 毛呂山町 |
| 埼玉県道30号飯能寄居線バイパス |                           |            | 毛呂山町 |
| 埼玉県道30号飯能寄居線         | 埼玉県道30号飯能寄居線    | 毛呂本郷   | 毛呂山町 |

### 重複区間
- 埼玉県道114号川越越生線（毛呂山町前久保地内 - 川角交差点）

### 交差する鉄道と河川
- 入間川（雁見橋）
- 小畔川（八幡橋）
- 東武東上線
- 高麗川（栗生田大橋、高麗川大橋）
- 東武越生線
- JR八高線

### 沿線の施設
| 施設                     | 所在地   |
| ------------------------ | -------- |
| 荒川上流河川出張場       | 川越市   |
| 川越市立鯨井中学校       | 川越市   |
| 川越市役所名細出張所     | 川越市   |
| 川越市立名細中学校       | 川越市   |
| 川越市立名細小学校       | 川越市   |
| 川越警察署名細交番       | 川越市   |
| 東洋大学                 | 川越市   |
| 西入間警察署鶴ヶ島交番   | 鶴ヶ島市 |
| 鶴ヶ島市富士見中学校     | 鶴ヶ島市 |
| 鶴ヶ島市立杉下小学校     | 鶴ヶ島市 |
| 女子栄養大学             | 坂戸市   |
| 筑波大学附属坂戸高等学校 | 坂戸市   |
| 坂戸郵便局               | 坂戸市   |
| 坂戸市役所               | 坂戸市   |
| 埼玉医科大学             | 入間郡   |
| 毛呂山町立川角小学校     | 入間郡   |
| 西入間警察署川角駐在所   | 入間郡   |
| 東毛呂駅                 | 入間郡   |

## ギャラリー

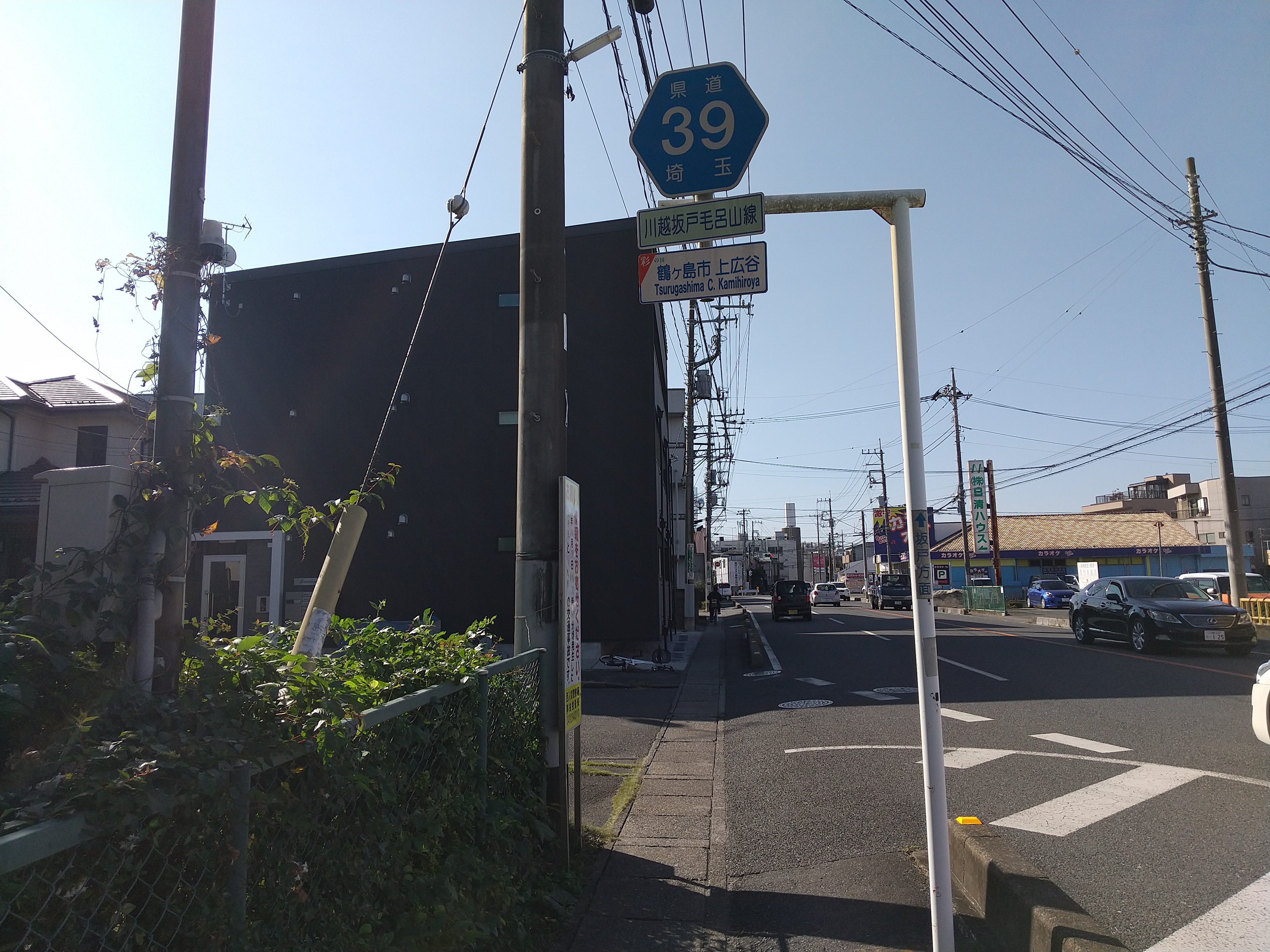
鶴ヶ島市上広谷付近
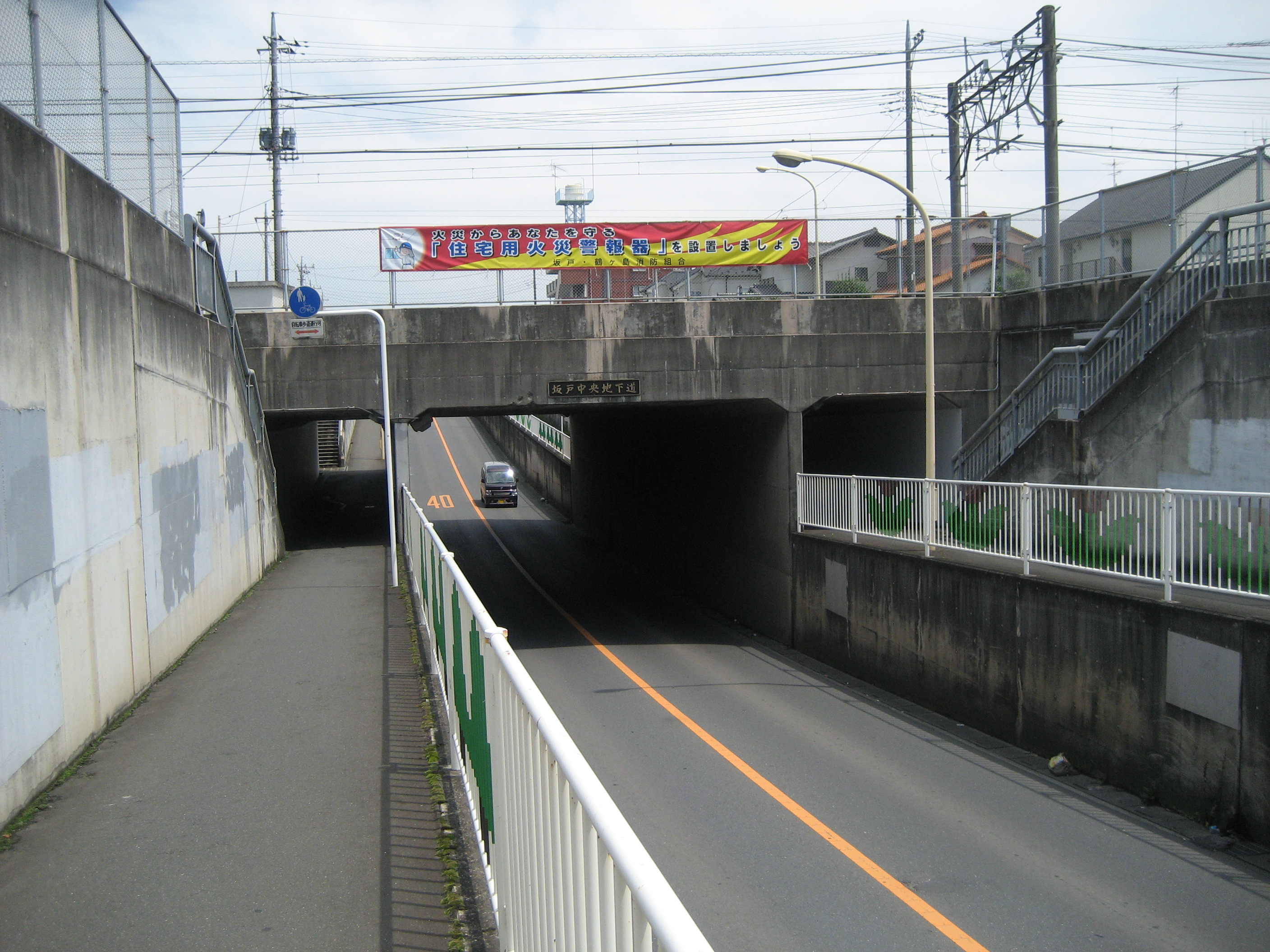
坂戸市、東武東上線との立体交差付近
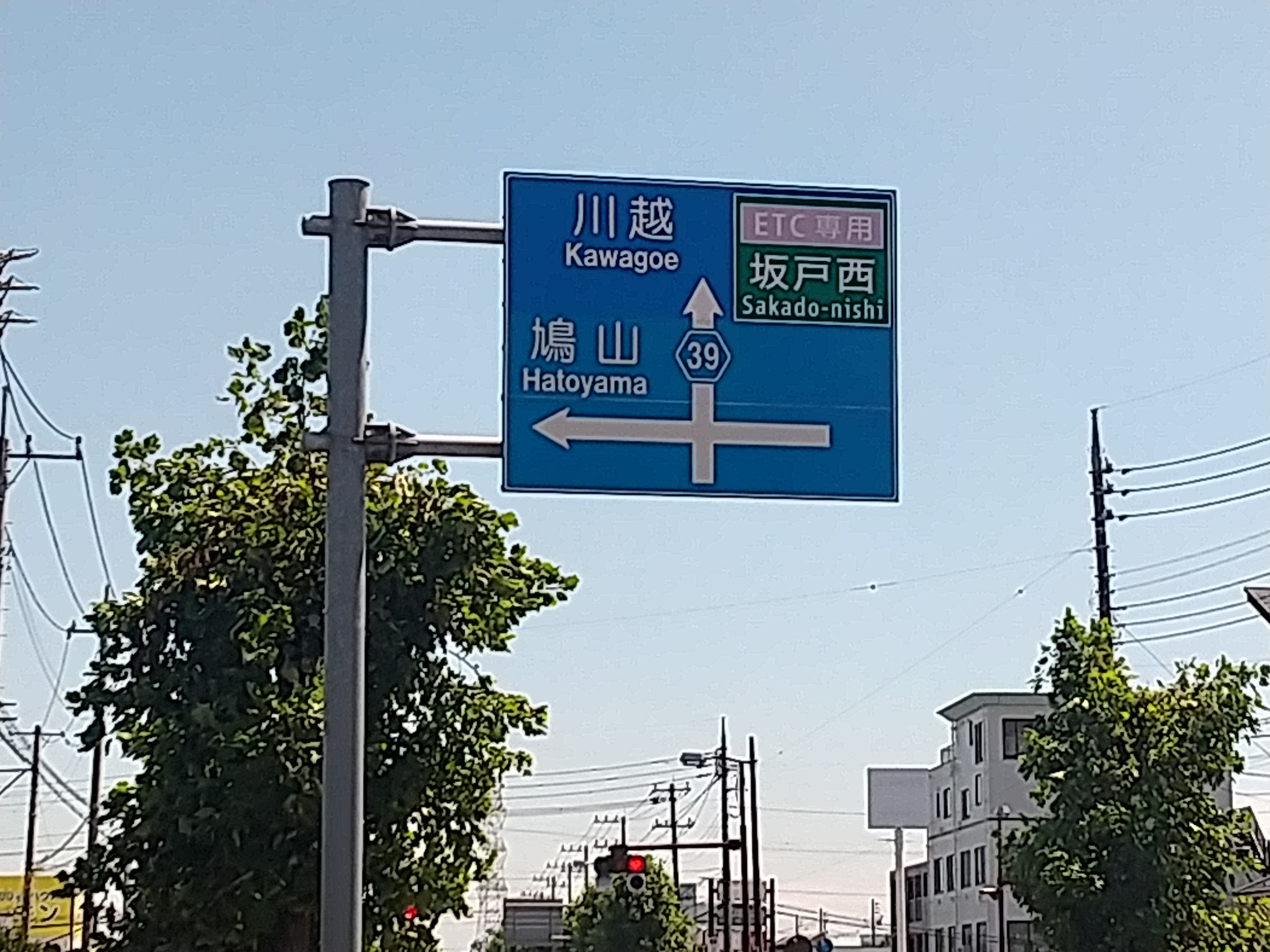
坂戸市にっさい花みず木付近
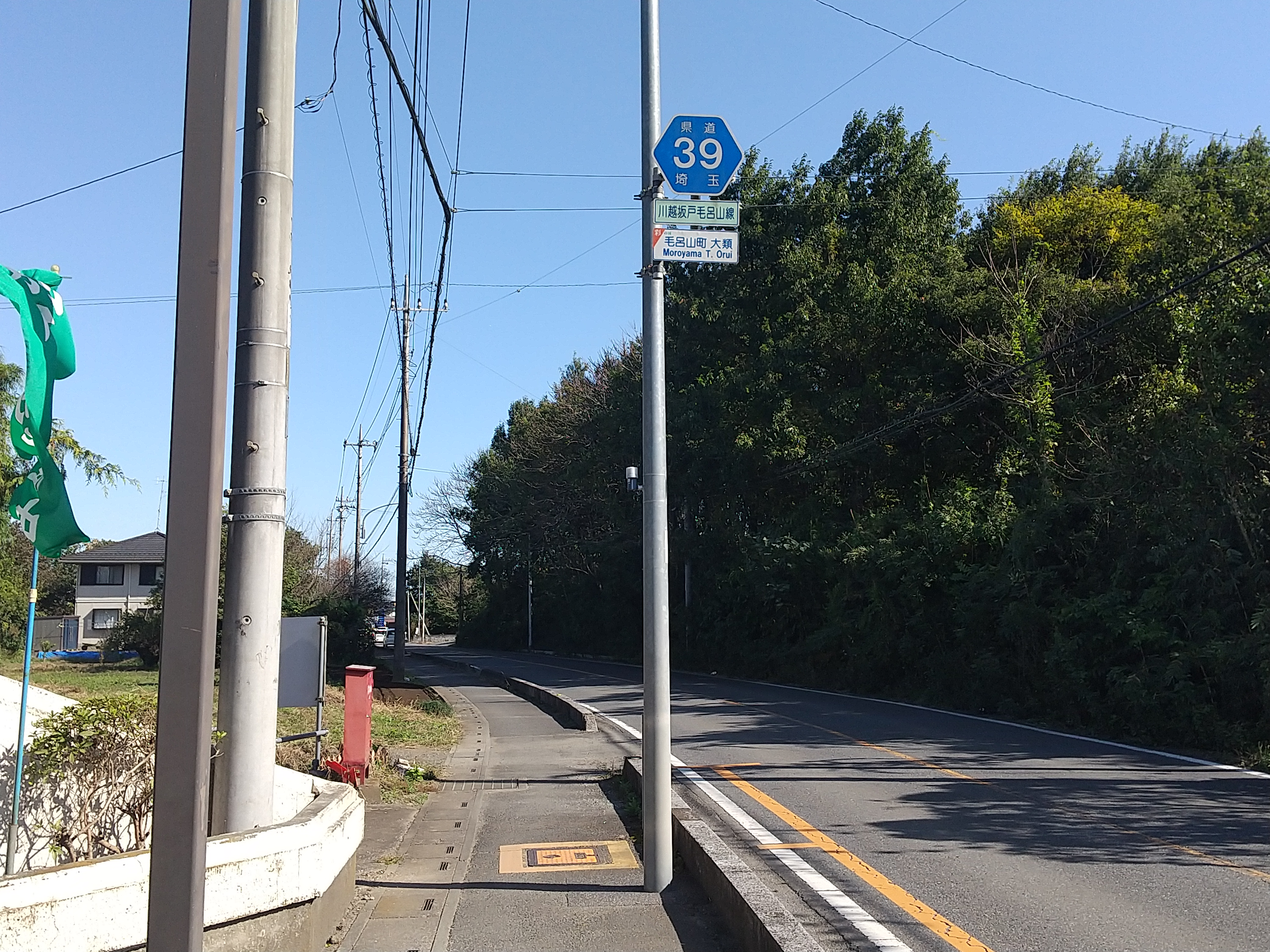
毛呂山町大類付近
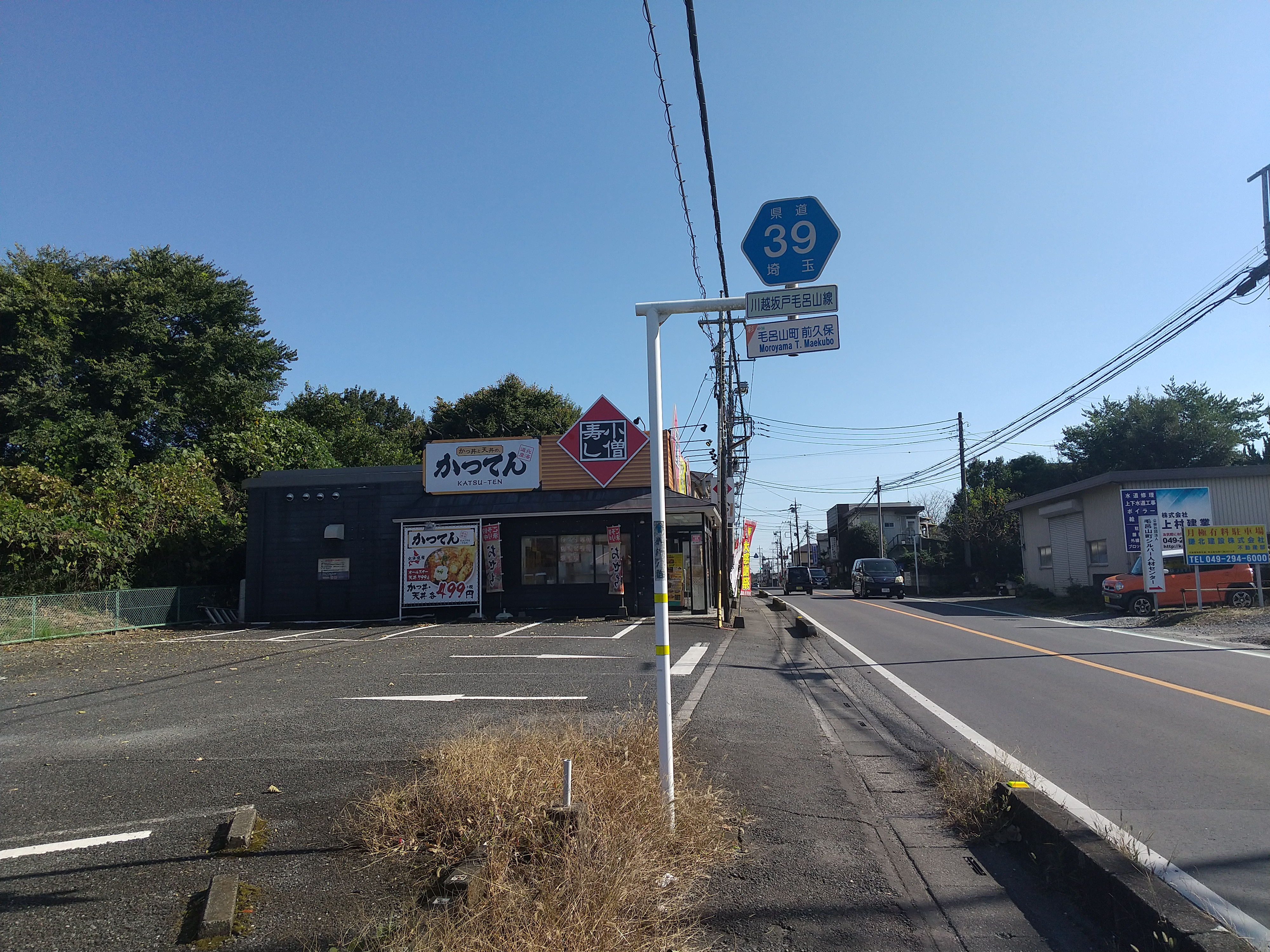
毛呂山町前久保付近
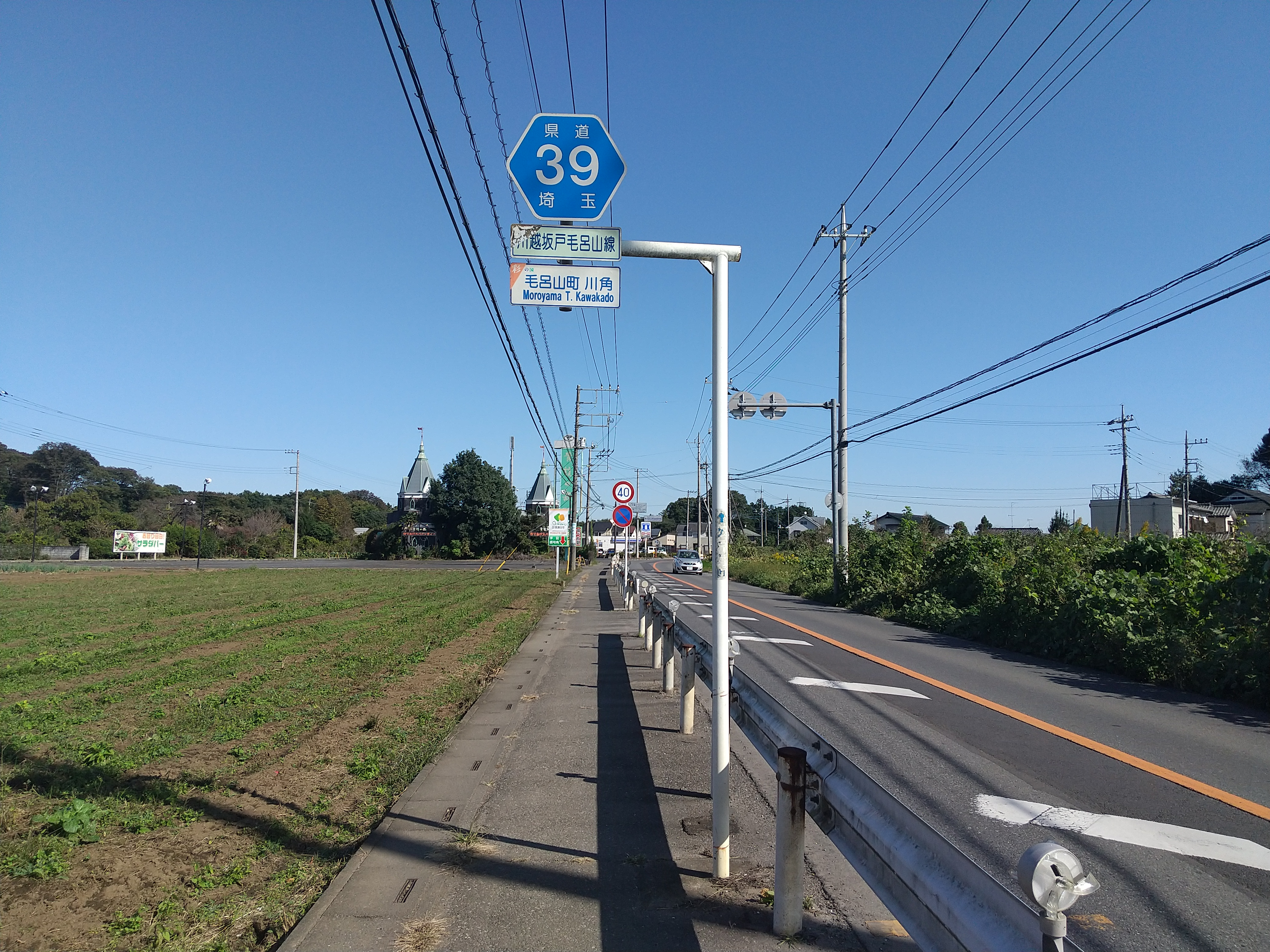
毛呂山町川角付近
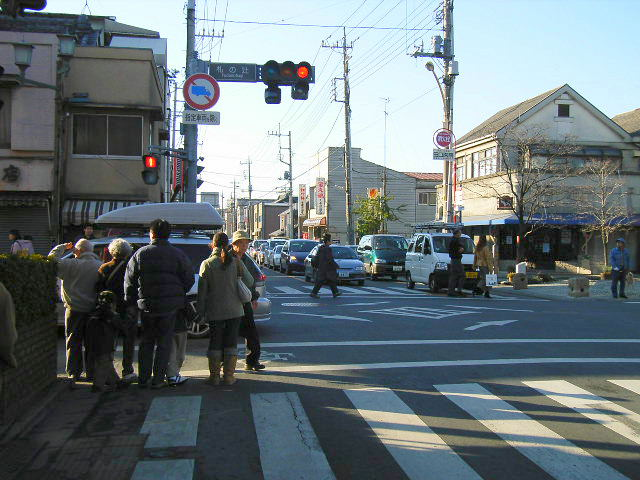
川越市札の辻付近（旧道、2005年1月）
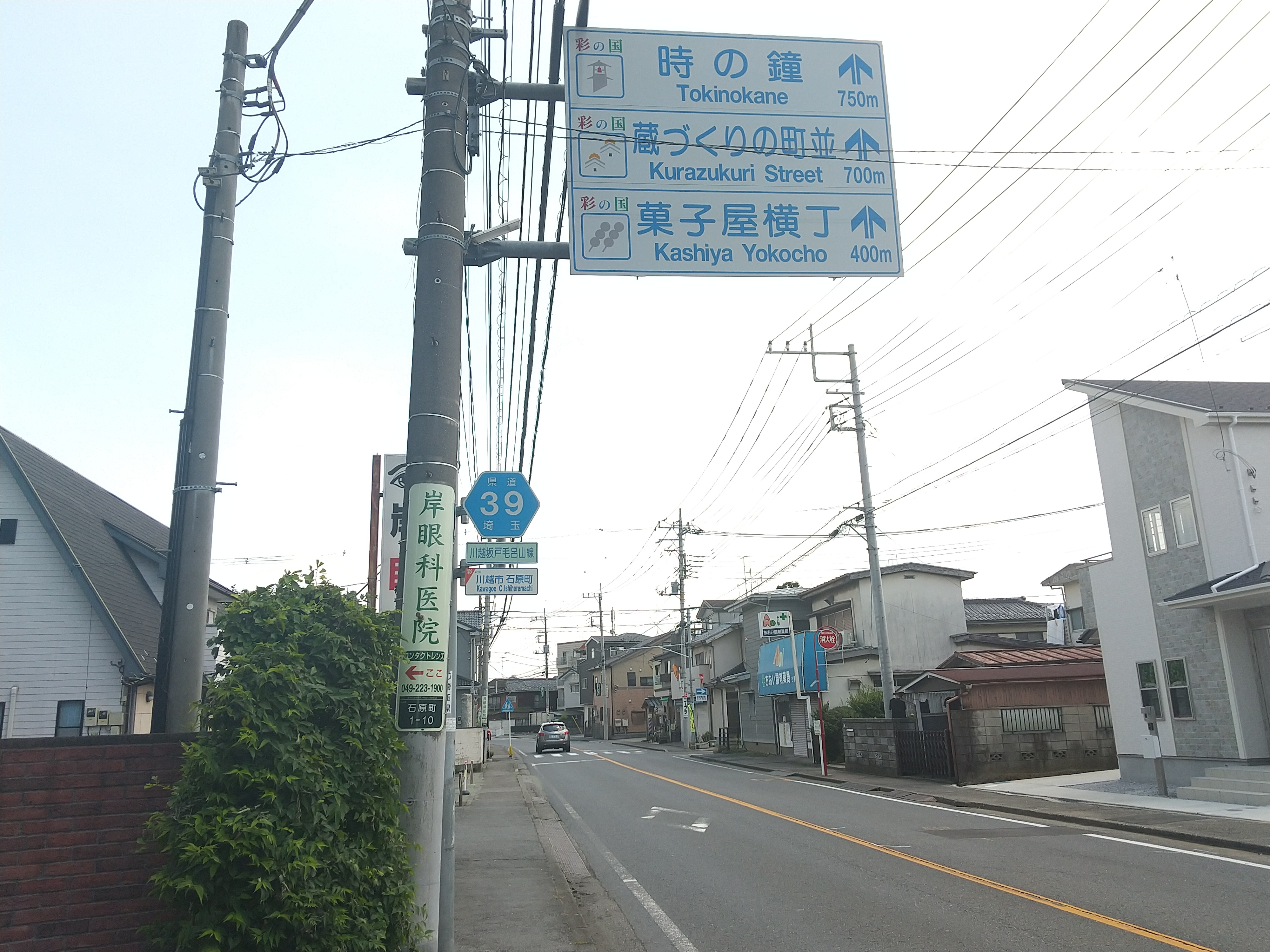
川越市石原町付近（旧道）